# Ektopična trudnoća
Ektopična trudnoća je svaka trudnoća koja nastaje nasađivanjem (implantacija) oplođenog jajašca u tkivo izvan za to predviđenog mjesta (endometrija tijela maternice).
Ektopična trudnoća u većini slučajeva (99%) nastaje u jajovodu, što se naziva tubarna trudnoća. Osim jajovoda oplođena jajna stanica može se implantirati u jajniku (ovarijska trudnoća), trbušnoj šupljini (abdominalna trudnoća) ili u vratu maternice (trudnoća u cerviksu uterusa). Oplođena jajna stanica može se implantirati i u atretični rog maternice. 
U upotrebi je i naziv izvanmaterična trudnoća što nije uvijek potpuno točno, jer ne obuhvaća sva mjesta implantacija (npr. u vratu maternice).

## Fiziologija i uzroci
Ovulacijom jajna stanice izlazi iz jajnika u trbušnu šupljinu, gdje je fimbrije jajovoda uvedu u jajovod. Oplodnja jajne stanice koja putuje prema maternici, odvija se u jajovodu. Oplođena stanica dobiva sposobnost implantacije u vrijeme kada doputuje u maternicu, gdje se implantira u zid tijela maternice. U slučaju poremećaja bilo kojega dijela prijenosa jajne stanice prije ili nakon oplodnje može doći do implantacije jajašca na krivom mjestu.
Najčešći uzrok poremećenog prijenosa jajašca je oštečenje epitela ili mišića jajovoda, što je vrlo često posljedica upala. Uzrok ektopične trudnoće može biti i tumor maternice ili jajnika koji pritišće jajnik, endometrioza ili razvojni poremećaj jajovoda.  
Ipak u otprilike trećine bolesnica se ne nalazi nikakvih razloga ektopičnoj trudnoći. 

## Tubarna trudnoća (graviditas tubaria)
Jajovod je najčešće mjesto implantacije u ektopičnim trudnoćama (99%), a od toga najveći dio implantacija odvija se u proširenom ampularnom dijelu jajovoda (60%). Takva trudnoća obično završava tubarnim pobačajem, rjeđe rupturom jajovoda. U prvom slučaju oplođeno jajašce izlazi kroz abdominalni kraj jajovoda u trbušnu šupljinu, a drugom plod, svojim rastom i razvojem, uzrokuje nastanak otvora na jajovodu kroz koji izlazi u abdomen. U oba slučaja plod ostane djelomično vezna za jajovod, iako se nalazi u trbušnoj šuljini, a može se i potpuno osloboditi. Plod obično umire prije abortusa, a može se naći i živ u trbušnoj šupljini.
Najčešći simptom kod kroničnog toka je bol koja nastaje rastezanjem jajovoda, dok kasnije dolazi do boli s omaglicom, što je posljedica podražaja peritoneuma krvlju, nakon odljuštenja stijenke jajovoda ili rupture krvnih žila u jajovodu. Javlja se i oskudno krvarenje iz maternice koje trajno i ne prestaje, a obično slijedi nakon boli (posljedica ljuštenja maternice zbog nedovoljnog stimuliranja žutog tijela). 
U slučaju akutnog nastupa, iznenada nastaje jaka bol (donji dio trbuha), unutarnje krvarenje koje može uzrokovat hemoragijski šok.     
Ektopična trudnoća je hitno stanje koje može ugroziti život i liječi se u bolnici. Liječenje je kirurško, iako može biti konzervativno (ako se rano otkrije). Ektopična trudnoća može znatno utjecati na plodnost žene.

## Abdominalna trudnoća (graviditas abdominalis seu peritonealis)
Trudnoća u raznim dijelovima trbušne šupljine vrlo je rijetka, a može biti primarna (oplodnja u abdomenu) ili sekundarna (nakon odvajanja iz jajnika oplođena stanica može se ponovno implanitirati u abdomenu). Postoje slučajevi primarne implantacije na jetri i slezeni. Sekundarna nastaje obično nakon rupture jajovoda pa dolazi do implantacije na stražnju (vanjsku) stranu maternice, na stražnji list plike late ili nekom drugom mjestu na peritoneumu. 
Iako većina takvih trudnoće ne uspijeva i udružene su s raznim anomalijama fetusa, postoje slučajevi u kojima je majka uspješno iznijela zdravo dijete do termina poroda. Liječenje je obično jednostavo operativno, dok dijagnoza može biti vrlo zahtijevna. 

## Ovarijska trudnoća (graviditas ovarica)
Rijedak oblik koji, svojom početnom kliničkom slikom podsjeća na tubarnu trudnoću, a liječi se kirurški. Može biti primarna (u žutom tijelu ili na površini jajnika) i sekundarna (nastavak tubarne koja je završila pobačajem). 

## Trudnoća u cerviksu uterusa (graviditas cervicalis)
Glavnim uzrokom smatra se prebrzi prijenos oplođene jajne stanice. 
Ovaj oblik je rijedak i može biti vrlo opasan, zato što krvne žile toga dijela nemaju sposobnost zaustavljanja krvarenja kontrakcijom. Sloj stanica oplođene jajne stanice (trofoblast) urastanjem u stijenku cerviksa može oštetiti krvne žile, što se uobičajeno predstavlja kao krvarenje bez bolova. 
Postoji i opasnost zamijene cervikalnog pobačaja s cervikalnom trudnoćom, kod kojeg normalna trudnoća nastaje u tijelu maternice, a nakon pobačaja, pobačeni plod se zadrži u vratu maternice. Kod cervikalnog pobačaja evakuacija cerviksa je jednostavna i nema krvarenja. Oba stanja je teško razlikovati. Zato svaki postupaka evakuacije treba raditi u bolničkoj ustanovi. 

## Trudnoća nakon histerektomije
Nakon operativnog zahvata histerektomije (uklanjanja maternice) iznimno može doći do trudnoće (najčešće u jajovodu), tako što spermiji kroz sitne fistule rodnice prodru do ovulirajućeg jajnika (uvijek reba pomislit da je postojala tubarna trudnoća prije histerektomije). 

## Dijagnoza
U akutnim slučajevima dijagnoza na temelju kliničke slike nije teška, dok kod kroničnog tijeka dijagoza postoje teška. U takvim slučajevim koriste razne metode mjerenja humanog korionskog gonadotropina, te postupci kuldocenteza i kiretaža, uz ultrazvučni pregled. 